# Isao Aoki
Isao Aoki Aoki Isao (青木功) (31 d'agost de 1942) és un dels golfistes japonesos més reeixits. Va ser elegit membre del World Golf Hall of Fame el 2004.